# Rouen Open
Rouen Open, oficiálně Open Capfinances Rouen Métropole, je profesionální tenisový turnaj žen hraný v normandském hlavním městě Rouen.
V Rouenu se od sezóny 2014 konala exhibice. Profesionální turnaj byl oficiálně založen v říjnu 2022 v rámci série WTA 125. V sezóně 2024 byl povýšen do okruhu WTA Tour, kde se stal součástí kategorie WTA 250 a přesunut do dubnového termínu. Původně tvrdý povrch byl se začleněním do túry WTA změněn na halovou antuku, čímž v této charakteristice doplnil Stuttgart Open. Odehrává se v Kindareně, s kapacitou centrálního dvorce Céline Dumercové šesti tisíc diváků. Do dvouhry nastupuje třicet dva singlistek a čtyřhry se účastní šestnáct párů.

## Přehled finále

### Dvouhra
| Rok  | vítězka              | finalistka           | výsledek       |
| ---- | -------------------- | -------------------- | -------------- |
| 2022 | Maryna Zanevská      | Viktorija Golubicová | 7–6(8–6), 6–1  |
| 2023 | Viktorija Golubicová | Erika Andrejevová    | 6–4, 6–1       |
| 2024 | Sloane Stephensová   | Magda Linetteová     | 6–1, 2–6, 6–2  |
| 2025 | Elina Svitolinová    | Olga Danilovićová    | 6–4, 7–6(10–8) |

### Čtyřhra
| Rok  | vítězky                                   | finalistky                             | výsledek      |
| ---- | ----------------------------------------- | -------------------------------------- | ------------- |
| 2022 | Natela Dzalamidzeová Kamilla Rachimovová  | Misaki Doiová Oxana Kalašnikovová      | 6–2, 7–5      |
| 2023 | Maia Lumsdenová Jessika Ponchetová        | Anna Bondárová Kimberley Zimmermannová | 6–3, 7–6(7–4) |
| 2024 | Tímea Babosová Irina Chromačovová         | Naiktha Bainsová Maia Lumsdenová       | 6–3, 6–4      |
| 2025 | Aleksandra Krunićová Sabrina Santamariová | Irina Chromačovová Linda Nosková       | 6–0, 6–4      |